# روجر جونز (لاعب كرة قدم)
روجر جونز (بالإنجليزية: Roger Jones)‏ (8 نوفمبر 1946 في المملكة المتحدة - ) هو لاعب كرة قدم بريطاني في مركز حراسة المرمى. شارك مع منتخب إنجلترا تحت 21 سنة لكرة القدم. أما مع النوادي، فقد لعب مع برمنغهام سيتي وبلاكبيرن روفرز وديربي كاونتي وستوك سيتي ونادي بورتسموث ونادي بورنموث ونادي يورك سيتي ونيوكاسل يونايتد.

## وصلات خارجية
- روجر جونز على موقع قاعدة بيانات كرة القدم.إي يو (الإنجليزية)
- روجر جونز على موقع قاعدة بيانات كرة القدم.إي يو (الإنجليزية)